# Jeotgalicoccus marinus
Jeotgalicoccus marinus ist eine Bakterienart. Sie zählt zu der Abteilung Firmicutes, der Gram-Test verläuft somit positiv. Der GC-Gehalt dieser Art liegt bei 40,3 Mol-Prozent. Die Art wurde aus einem Seeigel (Hemicentrotus pulcherrimus) aus dem südchinesischen Meer isoliert.

## Erscheinungsbild
Die Zellen von Jeotgalicoccus marinus sind kokkenförmig. Der Durchmesser liegt bei 0,7–1,1 µm. Sie treten einzeln, in Paaren, in Tetraden oder in Gruppen gelagert auf. Endosporen werden nicht gebildet. Die Art kann sich nicht durch eigene Kraft bewegen, ist also nicht motil.
Auf festen Nährböden wachsen die Zellen zu glänzenden Kolonien heran, auf Marine-Agar weisen diese eine cremeweiße Färbung auf. In der Aufsicht sind die Kolonien rund geformt mit einem klar definierten Rand, in der seitlichen Ansicht erscheinen sie leicht konvex erhaben. Nach Inkubation bei 28 °C über drei bis fünf Tage erreichen die Kolonien einen Durchmesser von 2–3 mm.

## Merkmale
Jeotgalicoccus marinus ist heterotroph, er führt keine Photosynthese durch. Die Art zeigt auch unter anaeroben Bedingungen, also unter Sauerstoffausschluss, Wachstum, die Art ist fakultativ anaerob. Wachstum erfolgt bei pH-Werten von 6,0–10,0, optimale Werte sind pH 7,0–8,0. Tolerierte Temperaturen liegen bei 10–45 °C, optimales Wachstum findet bei 25–30 °C statt. Die Art ist halotolerant, sie wächst bei einem Gesamtsalzgehalt von 0,5 bis 25 %, optimale Werte liegen bei 5–10 %.
Das Enzym Katalase ist vorhanden, auch der Oxidase-Test fällt positiv aus. Das Enzym Urease ist nicht vorhanden. Er ist nicht in der Lage, die Aminosäure Tyrosin durch Hydrolyse abzubauen, ebenso wenig kann er Gelatine hydrolysieren. Nitrat wird nicht zu Nitrit reduziert. Schwefelwasserstoff (H2S) oder Indol (negativer Indol-Test) werden nicht gebildet. Der Voges-Proskauer-Test auf Acetoinbildung verläuft hingegen positiv. Die Methylrot-Probe fällt negativ aus.
Im Rahmen des chemoorgano-heterotrophen Stoffwechsels kann J. marinus mehrere organische Verbindungen als Kohlenstoffquelle nutzen und fermentativ unter Säurebildung verwerten, dazu gehören unter den Kohlenhydraten die Monosaccharide L-Arabinose, D-Fructose, D-Galactose, D-Glucose, D-Mannose und L-Rhamnose sowie die Disaccharide Cellobiose und Maltose. Auch die Zuckeralkohole Glycerin (Glycerol), D-Mannitol, D-Sorbitol und Xylitol werden unter Säurebildung verwertet. Auch kann J. marinus einige Aminosäuren für seinen Stoff- und Energiewechsel verwenden, dazu gehören Alanin, Arginin, Asparagin, Glutaminsäure, Glycin, Serin und Valin.
Die für die Atmung genutzten Menachinone sind MK-7 (zu 60,7 %) und MK-6 (zu 39,3 %). Die Mureinschicht in der Zellwand enthält die Diaminosäure L-Lysin als diagnostisch wichtige Aminosäure, außerdem sind noch die Aminosäuren Glycin und Alanin vorhanden. Die in den Membranlipiden vorkommenden Fettsäuren sind hauptsächlich Moleküle mit einer ungeraden Zahl von Kohlenstoffatomen (C15) und keiner Doppelbindung (gesättigte Fettsäuren). Es handelt sich um die verzweigtkettigen Fettsäuren mit den Abkürzungen anteiso-C15:0 (anteiso-Pentadecansäure) und iso-C15:0 (iso-Pentadecansäure), ihr Anteil liegt bei 37,3 bzw. 25,9 %. Daneben findet sich noch die ebenfalls verzweigte Fettsäure anteiso-C17:0 (anteiso-Heptadecansäure) in größeren Mengen, mit einem Anteil von 11,1 %. Die Lipide in der Zellmembran enthalten Diphosphatidylglycerin, Phosphoglyceride (Phosphatidylglycerin) und ein nicht identifiziertes Phospholipid. Der GC-Gehalt in der DNA von J. marinus liegt bei 40,3 Mol-Prozent.

## Systematik
Die Art wird aufgrund von 16S-rRNA-Analysen zu der Gattung Jeotgalicoccus gestellt. Sie gehört zu der Familie der Staphylococcaceae. Diese Familie gehört zu der Abteilung Firmicutes. Jeotgalicoccus marinus ist phylogenetisch eng verwandt mit Jeotgalicoccus huakuii, lässt sich jedoch durch einige phänotypische Merkmale von diesem unterscheiden (vergleiche Übersicht).

## Etymologie
Der Gattungsname Jeotgalicoccus leitet sich von dem neulateinischen Wort Jeotgalum her und bezieht sich auf den Fundort der erstbeschriebenen Art, sie wurde aus koreanischen fermentierten Meeresfrüchten Jeotgal isoliert. Der Artname J. marinus ist von dem lateinischen Wort marinus abgeleitet und bezieht sich auf den Fundort der Art, das Meer.